# Problème de partition
En informatique théorique, le problème de partition est le problème de décision qui, étant donné un multiensemble S d'entiers naturels, détermine s'il existe une partition de S en deux sous-ensembles S1 and S2 tels que la somme des éléments de S1 soit égale à la somme des éléments de S2.
On ne connait pas d'algorithme en temps polynomial permettant de trouver une solution exacte rapidement dans tous les cas, c'est un problème NP-complet.

## Énoncé mathématique
Une définition formelle du problème de décision est la suivante: Étant donné un multiensemble {\displaystyle S} de n nombres entiers positifs. On cherche deux sous-multiensembles {\displaystyle S_{1}} et {\displaystyle S_{2}} de telle sorte que {\displaystyle S_{1}\uplus S_{2}=S} et {\displaystyle E=0}. On définit {\displaystyle E} comme ceci :
{\displaystyle E=\left|\sum _{x\in S_{1}}x-\sum _{y\in S_{2}}y\right|}
Si {\displaystyle E} est nul, alors la somme des éléments de {\displaystyle S_{1}} est égale à la somme des éléments de {\displaystyle S_{2}} et une solution au problème existe pour {\displaystyle S}.
Par exemple, on peut partitionner le multiensemble {3,1,1,2,2,1} en {1,1,1,2} et {2,3}, puisque la somme de leurs éléments est égale (1 + 1 + 1 + 2 = 5 ainsi que 2 + 3 = 5). Pour le multiensemble {7,3,1,7}, il n'est pas possible de trouver deux sous-multiensembles qui respectent la contrainte.

## NP-complétude
Pour prouver que le problème de partition appartient à la classe des problèmes NP-complets, il faut montrer que ce problème est dans NP et qu'il est NP-difficile.

### Appartenance à NP
Un problème est dit NP (Polynomial sur une machine Non-déterministe) s'il est possible de vérifier une solution de ce problème efficacement, c'est-à-dire en temps polynomial par rapport à la taille de l'entrée.
Dans le cas de la partition, il existe un algorithme simple qui vérifie si une entrée donnée répond correctement ou pas au problème de partition.
```
 
fonction
 verifie_partition(ens1, ens2)
    tailleEns1 = taille(ens1) - 1
    tailleEns2 = taille(ens2) - 1

    cptEns1 = 0
    cptEns2 = 0

    
pour
 i = 0 
à
 tailleEns1
        cptEns1 = cptEns1 + ens1[i]

    
pour
 j = 0 
à
 tailleEns2
        cptEns2 = cptEns2 + ens2[j]

    
si
 cptEns1 == cptEns2
        
retourne
 vrai
    
sinon

        
retourne
 faux
```

Cet algorithme donne une réponse en temps linéaire par rapport à la taille des deux ensembles donnés en entrée.

## Résolution approchée

### Algorithme glouton
Pour le problème de partition, l'idée de l'algorithme glouton est de trier les nombres par ordre décroissant puis de l'ajouter un par un dans l'ensemble « le plus petit », c'est-à-dire l'ensemble dont la somme de ses éléments est minimale.
```
 
fonction
 partition(liste_entiers)
    S1 = []
    S2 = []
    tailleListe = taille(liste_entiers) - 1

    tri_decroissant(liste_entiers)

    
pour
 i = 0 
à
 tailleListe
        
si
 somme_elements(S1) < somme_elements(S2)
            S1.ajouter(liste_entiers[i])
        
sinon

            S2.ajouter(liste_entiers[i])

    
retourne
 (S1, S2)
```

### Algorithme de Karmarkar-Karp
Un autre moyen de trouver les deux sous-ensembles a été étudié par Karmarkar et Karp en 1982. L'algorithme prend les deux plus grands nombres de l'ensemble {\displaystyle S} de départ et les remplace par leur différence. L'opération est répétée jusqu'à ce qu'un seul nombre reste dans l'ensemble {\displaystyle S}. Le remplacement de deux nombres revient à décider que les deux nombres sont mis dans deux sous-ensembles différents, sans déterminer tout de suite quel nombre est mis dans tel ou tel sous-ensemble.
Une fois cet algorithme terminé, il est possible de retrouver les deux ensembles {\displaystyle S_{1}} et {\displaystyle S_{2}} grâce au retour sur trace.